# Albin Dahl
Karl Albin Dahl (ur. 2 stycznia 1900 w Landskronie, zm. 15 lutego 1980 w Helsingborgu) – szwedzki piłkarz występujący na pozycji napastnika, reprezentant Szwecji w latach 1919–1931, brązowy medalista Igrzysk Olimpijskich 1924, trener piłkarski.

## Kariera klubowa
Karierę piłkarską rozpoczął w 1915 roku w klubie Landskrona BoIS. Od 1920 roku występował w nim wraz z bratem Harrym. W 1922 roku przeszedł do Helsingborgs IF. W sezonach 1928/29, 1929/30 oraz 1932/33 wywalczył z Helsingborgiem trzy tytuły mistrza Szwecji. W 1933 roku odszedł do Växjö BK. W latach 1934–1935 pełnił funkcję grającego trenera w Eslövs AI.

## Kariera reprezentacyjna
W reprezentacji Szwecji Dahl zadebiutował 28 września 1919 w zremisowanym 3:3 towarzyskim meczu z Finlandią, rozegranym w Helsinkach. W 1920 roku wystąpił na igrzyskach olimpijskich w Antwerpii. W 1924 roku zdobył ze Szwecją brązowy medal na igrzyskach olimpijskich w Paryżu. Od 1919 do 1931 roku rozegrał w kadrze narodowej 29 spotkań i zdobył w nich 21 bramek.

## Kariera trenerska
Po zakończeniu kariery piłkarskiej Dahl został trenerem. Prowadził takie kluby jak: Eslövs AI, Helsingør IF, Helsingborgs IF, Råå IF, Höganäs BK i Landskrona BoIS. W sezonie 1940/41 doprowadził Helsingborg do wywalczenia dubletu - mistrzostwa i Pucharu Szwecji.

## Życie prywatne
Jego bratem był Harry Dahl.

## Sukcesy

### Jako zawodnik
Helsingborgs IF
- mistrzostwo Szwecji: 1928/29, 1929/30, 1932/33

### Jako trener
Helsingborgs IF
- mistrzostwo Szwecji: 1940/41
- Puchar Szwecji: 1941

Råå IF
- Puchar Szwecji: 1948